# Păuleni-Ciuc (gmina)
Păuleni-Ciuc – gmina w Rumunii, w okręgu Harghita. Obejmuje miejscowości Delnița, Păuleni-Ciuc i Șoimeni. W 2011 roku liczyła 1831 mieszkańców.